# 本多淳裕
本多 淳裕（ほんだ あつひろ、1927年9月1日 - 2003年12月5日）は、日本の環境工学者、工学博士。大阪府八尾市出身。

## 人物
1927年大阪府八尾市に生まれる。
1948年新潟農林専門学校農芸化学科(現新潟大学農学部)卒。1948年から1983年まで、大阪市立生活科学研究所(現大阪市立環境科学研究センター)勤務。1962年工学博士号を取得。1970年大阪市立大学非常勤講師、1985年同大学工学部教授。
「ごみ博士」と呼ばれ、処理技術検討委員会委員として香川県の豊島ゴミ問題に関わった。
1983年紫綬褒章を受章。

## 著書[2]

### 単著
- 『産業廃棄物のリサイクル 企業における排出抑制と再資源化の提言』省エネルギーセンター、1991年、ISBN	4879731110
- 『ゴミ・資源・未来 : 急げ、リサイクル社会へ』省エネルギーセンター、1995年、ISBN	4879731579
- 『ごみ対策が危ない : 絵で見る廃棄物問題の解決策』省エネルギーセンター、1998年、ISBN	4879731870
- 『汚染ゼロへの挑戦 : 環境研究の現場から』省エネルギーセンター、2000年、ISBN	4879732184
- 『環境バイオ学入門 : もし微生物がいなかったら…』技報堂出版、2001年、ISBN	4765544230
- 『21世紀型環境学入門 : 地球規模の循環型社会をめざす』技報堂出版、2003年、ISBN	4765544354
- 『工場での排出削減Q&A : 3R実践現場マニュアル』省エネルギーセンター、2003年、ISBN	4879732516

#### シリーズ・資源リサイクル（本多淳裕 絵と文）
1. 『絵で見る消費生活とリサイクル』クリーン・ジャパン・センター、1995年10月、ISBN	4879731501
2. 『絵で見る工業生産とリサイクル 総論』クリーン・ジャパン・センター、1995年11月、ISBN	487973151X
3. 『絵で見る工業生産とリサイクル 各論』クリーン・ジャパン・センター、1996年2月、ISBN	4879731528
4. 『絵で見る農林水産とリサイクル』クリーン・ジャパン・センター、1996年2月、ISBN	4879731536
5. 『絵で見る建設事業とリサイクル』クリーン・ジャパン・センター、1996年4月、ISBN	4879731544
6. 『絵で見る地方行政とリサイクル』クリーン・ジャパン・センター、1996年4月、ISBN	4879731552

### 共著
- 本多淳裕、山田優 共著『建設副産物･廃棄物のリサイクル』省エネルギーセンター、1994年、ISBN	4879731382

## 主な賞罰[1]
- 1962年　八尾市市民文化功労者
- 1963年　空気調和衛生工学会賞
- 1967年　近畿化学工業会化学技術賞
- 1979年　日刊工業新聞 環境調査センター環境賞
- 1981年　科学技術功労者　科学技術庁長官賞
- 1983年　紫綬褒章
- 1992年　水環境学会功労賞